# Steel Division: Normandy 44
Steel Division: Normandy 44 — компьютерная игра в жанре стратегия в реальном времени, разработанная Eugen Systems и изданная Paradox Interactive в 2017 году для платформы PC.

## Сеттинг
Действие игры происходит в Нормандии, Франция, во время Второй мировой войны. В ней союзники сражаются с Гитлеровской Германией, во время высадки в Нормандии. В игре представлены разные страны, в их число входят: Канада, Третий Рейх, Франция, Польша, Великобритания и Соединённые Штаты Америки.

## Геймплей
Игроки берут под свой контроль исторические отряды, которые сражались во время боёв в Нормандии. Перед началом матча игроки выбирают юниты из набора. Когда игра началась, игрок может вызывать отряд из выбранной колоды. Матчи подразделяются на три фазы, причём более мощные юниты становятся доступными только после определенного момента в игре. Steel Division: Normandy 44 включает в себя три одиночные кампании и сетевые многопользовательские сражения 10 на 10.

## Сиквел
Сиквел под названием Steel Division 2 был выпущен 20 июня 2019 года. Действие игры происходит во время белорусской наступательной операции «Багратион».

## Приём
| Сводный рейтинг | Сводный рейтинг |
| Агрегатор       | Оценка          |
| --------------- | --------------- |
| Metacritic      | 83/100 (PC)     |

Игра получила преимущественно положительные отзывы. На сайте-агрегаторе Metacritic средняя оценка игры составляет 83 из 100 для платформы PC.
Летом 2018 года, благодаря уязвимости в защите Steam Web API, стало известно, что точное количество пользователей сервиса Steam, которые играли в игру хотя бы один раз, составляет 220 307 человек.